# Марс 96
Марс 96 (понякога наричан Марс 8) е орбитален апарат изстрелян през 1996, за да изследва планетата Марс от Русия и не е директно свързан със съветските сонди Марс със същото име. Сондата се разбива в Тихия океан поради проблеми с изстрелващата ракета.